# Вспышка COVID-19 в Шанхае (2022)
Вспышка COVID-19 в Шанхае в 2022 году — случай массового заражения COVID-19 и связанные с ним строгие ограничения для жителей города, повлёкшие за собой экономические и социальные потрясения.
Вспышка началась 28 февраля 2022 года в китайском городе Шанхай. Она была вызвана омикрон-штаммом и стала самой сильной в городе с момента начала пандемии COVID-19. Власти ответили строгими ограничениями для жителей города, чтобы поддержать политику «нулевого ковида». Вспышка вызвала экономические и социальные потрясения в Шанхае, а также привела к распространению вируса в другие части Китая, включая Пекин, Гуандун и Хунань.

## Предыстория
Пандемия COVID-19 — это продолжающаяся пандемия коронавирусной инфекции 2019 года. Она началась в 2020 году как вспышка в провинции Хубэй, Китай, за которой последовал строгий карантин. С тех пор, ответом китайского правительства было проведение политики «нулевого ковида», направленной на полное уничтожение вируса. Однако повышенная трансмиссивность омикрон-штамма SARS-CoV-2, появившегося в конце 2021 года, стала проблемой для успешного проведения этой политики.
С 2020 года почти 40% международных прибытий в Китай проходили через Шанхай. Кроме того, Шанхай имеет относительно большое количество случаев завозных заражений COVID-19. К 14 марта число случаев, зарегистрированных за пределами материкового Китая, составило 4345 по сравнению с 473 местными случаями. Власти Шанхая ранее придерживались «более спокойного» подхода к пандемии по сравнению с другими китайскими городами. Доктор Чжан Вэньхун из Шанхайской группы экспертов по лечению, сказал, что борьба с COVID-19 в Шанхае подобна «ловле мыши в керамическом магазине», и сказал, что поддержание нормальной производственной промышленности и общественной жизни имеет важное значение. Из-за появления омикрон-штамма реакция Шанхая на COVID-19 была поставлена под сомнение.

## Вспышка
28 февраля 56-летняя вакцинированная женщина поступила в Тунцзискую больницу с лихорадкой, после чего 1 марта у неё был подтверждён положительный тест на COVID-19. Она стала нулевым пациентом этой вспышки. После подтверждения болезни инфицированной в её танцевальной группе также был выявлен положительный результат теста, как минимум, у 8 человек. Из-за этого случая уровни риска в некоторых районах Шанхая были повышены с «низкого риска» до «среднего риска». По данным информационного бюро Шанхая, основным источником распространения вспышки был отель «Хуатинг», где на карантине находились путешественники из-за рубежа. С началом вспышки было принято решение преобразовать Шанхайский выставочный центр World Expo во временную больницу, открывшуюся 26 марта 2022 года. Временные карантинные центры в Новом международном выставочном центре Шанхая открылись 29 марта 2022 года.
К 27 марта 2022 года, незадолго до того, как в Шанхае началось тестирование в отдельных районах, в общей сложности у 16 013 человек был выявлен положительный результат на COVID-19. К 8 апреля 2022 года в общей сложности 131 524 человека дали положительный результат. Из них один тяжелый случай. Около 90 процентов случаев были бессимптомными.
К 17 апреля, по данным Китайского национального радио, в Шанхае было зарегистрировано 16 тяжёлых случаев заболевания только один, из которых был вакцинирован. В тот же день официальные лица сообщили о трёх случаях смерти пациентов, инфицированных COVID-19. Все смерти были связаны с другими сопутствующими заболеваниями, такими как диабет. 18 апреля официальные лица сообщили о ещё семи смертельных случаях в возрасте от 60 до 101 года. Шестеро из них были старше 70 лет.
22 апреля власти заявили, что они будут усиливать ограничения для остановки распространения COVID-19. Некоторые из новых мер включают в себя эвакуацию людей для дезинфекции их домов и установку электронных дверных сигнализаций, чтобы предупредить, если заражённые люди пытаются уйти.

### Графики
Источник: Национальная комиссия здравоохранения

## Реакция правительства

### Массовое тестирование
4 марта шанхайские власти планировали провести тестирование всего города на COVID-19. В каждом здании с случаем положительного теста на COVID-19 все жители должны были пройти индивидуальное тестирование на «нуклеиновую кислоту». В других районах города было проведено всеобщее тестирование на COVID-19.

### Изоляция
Начиная с 28 марта, шанхайские власти ввели программу «управления, разделенного по районам и партиям» (кит. 分区分批防控). 27 марта многие рынки были переполнены, и некоторые учёные утверждали, что эти условия были вызваны закрытием города. Действие программы было продлено до 1 апреля. Ван Кейю, сотрудник больницы Хуашань, заявил, что вакцины против COVID-19 слабо защищают граждан от омикрон-штамма, и что широкий спектр контроля тестирования на COVID-19 необходим. К 29 марта более 9,1 миллиона человек были протестированы примерно 17 тысяч тестировщиками. К 1 апреля было протестировано более 18 миллионов человек.
С 1 апреля большинство районов Шанхая стали находиться под трёхуровневым контролем. Уровни включают в себя «закрытую зону», «зону контроля» и «зону профилактики». Каждый уровень имеет разные ограничения, связанные со сбором информации об инфицированных и деятельностью граждан.
5 апреля карантин был расширен, чтобы охватить весь город, затронув 25 миллионов жителей. 11 апреля шанхайские власти опубликовали список закрытых, контрольных и профилактических зон.
11 апреля шанхайские власти официально объявили, что все районы находятся под трёхуровневым контролем. В закрытой зоне содержатся люди с положительным результатом на COVID-19 по соседству. В такой зоне необходимо соблюдать карантинную политику «7-7». Если в течение 7-дневного периода карантина в районе не будет подтверждено новых инфицированных, ограничения станут такими же как в «зоне контроля». Люди в контролируемых зонах могут с ограничениями собирать предметы первой необходимости. К районам, которые причислены к «зонам профилактики», относят те, в которых не было зарегистрировано ни одного случая заболевания в течение 14 дней. Люди в профилактических зонах должны передвигаться только по улице.
27 апреля официальные лица Шанхая объявили, что некоторые больницы в городе прекратят свою работу.

### Образование
По мере того, как количество случаев заражения росло, в Weibo стало появляться всё больше сообщений с таким содержанием, как «в Шанхае остановят обучение в школе». 8 марта официальный представитель шанхайских властей опроверг такую возможность, но для студентов, отсутствующих из-за COVID-19, платформа «Air Class» позволит продолжить обучение. 12 марта очная школа была приостановлена, и вместо этого учащиеся продолжили обучение на таких платформах, как «Shanghai V-Class» и «Shanghai Education».

### Транспорт
13 апреля Бюро общественной безопасности Шанхая объявило, что люди, находящиеся в «профилактических зонах», не должны входить в «закрытые зоны». Также было объявлено, что таким людям запрещены незначительные поездки на автомобилях.

### Правоохранительные органы
В КНР действуют строгие законы, контролирующие нарушения закона, связанные с контролем пандемии. Согласно «Учебнику уголовного права» китайского юриста Луо Сяна, люди, которые не соблюдают основные правила изоляции, при этом зная, что у них положительный тест на COVID-19, тем самым совершают преступление, нанося ущерб общественной безопасности. Другие люди, которые не соблюдают правила изоляции, но тем самым, причинившие большие убытки, могут быть обвинены в отвлечении внимания на профилактику заболеваний. Людей, которые публикуют предположительно ложный контент о политике контроля COVID-19, могут обвинить в преступлении, связанном с размещением «ложной» информации.
18 апреля Бюро общественной безопасности Шанхая сообщило, что сообщение «Женщины, родившие преждевременно, не обратились за помощью и умерли из-за кровотечения» было «ложной информацией». По словам бюро, женщины на изоляции рожают естественным путем, вовремя отправляются в больницу и успешно рожают. Издатель Чжан ответственный за сообщение был задержан.
Во время карантина в Шанхае наблюдался рост случаев мошенничества и незаконного маркетинга. 16 апреля Линг, официальный представитель медицинской компании, продал 29 тысяч масок, не соответствующих санитарным нормам, и был арестован. 19 апреля Тонг продал тухлую свинину и заработал на этом 320 тысяч юаней. Ранее политики инвестировали в это дело.

### Карантинные центры
К середине апреля 2022 года власти Шанхая начали перепрофилировать школы, выставочные центры и некоторые жилые дома в карантинные центры, поскольку коек в специальных учреждениях стало не хватать.

## Последствия
Вспышка и строгие меры реагирования имели значительные экономические последствия. Локдаун в Шанхае повлиял на цены на нефть — они упали во всём мире. К середине апреля карантин привел к тому, что жители Шанхая стали жаловаться на нехватку продовольствия.
12 апреля США потребовали, чтобы все второстепенные работники консульства в Шанхае покинули город.

## Споры

### Медицинские задержки и смерти, не связанные с COVID-19
Локдаун привёл к ряду смертей из-за невозможности получить надлежащую медицинскую помощь, поскольку в приоритете доступ к любым службам экстренной помощи и любой больнице возможен только гражданам с положительным тестом на COVID-19. Среди погибших высокопоставленных лиц: бывший профессор Фуданьского университета Юй Хуэйчжун, медсестра Дунфанской больницы Чжоу Шэнни и скрипач Чэнь Шуньпин. 14 апреля в WeChat была опубликована статья о 12 смертях из-за карантина, но вскоре она была удалена. По данным краудсорсингового исследования Airtable, по состоянию на 30 апреля погибло 186 человек.
Ночью 13 апреля скрипач из Шанхая Чэнь Шуньпин почувствовал сильную боль в животе и рвоту. Когда он позвонил в службу экстренной помощи, ему сказали, что ему придется «стоять в очереди». Позже той же ночью он отправился в две разные больницы и не смог получить медицинскую помощь ни в одной из них. Столкнувшись с невыносимой болью, он покончил жизнь самоубийством, спрыгнув со здания.

### Убийство домашних животных
6 апреля общественная охрана забила корги до смерти после отказа в просьбе хозяина разрешить взять собаку в изолятор с собой. Позже местное сообщество заявило, что они были обеспокоены тем, что собака может быть заражена, но признали, что поступив таким образом, они «не очень хорошо подумали» и потому выплатят компенсацию владельцу.
7 апреля владелец заражённой кошки позвонил в Центр по контролю и профилактике заболеваний, чтобы отправить свою кошку на карантин. В центре ответили, что «единственное, что они могут сделать, это ждать, пока их заберут, и отказаться от своей кошки».

### Самоубийства
26 марта пожилой мужчина погиб, упав с жилого дома. Изначально предполагалось, что самоубийство было вызвано отсутствием доступа человека к медицинской помощи, но его семья пояснила, что регулярное обращение в больницу было разрешено.
3 апреля женщина из Шанхая хотела отправить своему дедушке еду, но расстояние между их домами было большим. Она нашла мужчину, который доставил ей еду в Цинпу, но денег не попросила. На следующий день женщина перевела ему 200 юаней по телефону, за что пользователи сети её раскритиковали, так как, по их мнению, она заплатила слишком мало. 6 апреля она покончила жизнь самоубийством. Её родители и другие онлайн-комментаторы призвали привлечь к суду или наказать иным способом людей, виновных в её травле.
12 апреля глава IT-отдела здравоохранения района Хункоу Цянь Вэньсюн покончил с собой, оставив одну свою жену больную раком. Многие китайские пользователи сети считают, что его самоубийство произошло из-за стресса, вызванного политикой «нулевого ковида».
26 апреля в двухминутном видео гражданин Франции на трёх языках просит карантинных работников помочь с самоубийством. Он был подавлен, но затем он смог прийти в себя. Посольство Франции подтвердило личность этого человека и заявило, что причина такого желания, скорее всего, не в нехватке продовольствия.

### Принудительный карантин
Согласно 19-минутной записи, женщина и её муж были вынуждены отправиться в передвижной госпиталь, несмотря на то, что ни у кого из членов их семьи не было положительного теста на COVID-19. Они согласились пойти в госпиталь, если их тесты на COVID-19 оказались бы положительными, но несмотря на отсутствие таковых, давление на них оказываемое вынудило семью покинуть дом. Официальные лица Шанхая уже считали, что у них положительный тест на COVID-19. Они ответили, что речь идет о 13-летней девочке, и они уже много раз общались с семьей ранее. Они сначала согласились на сотрудничество, но на этот раз они не согласились. Согласно политике здравоохранения Шанхая, их нужно было отвезти в передвижной госпиталь с кабиной. Официальные лица также заявили, что результаты приложения «Health Cloud» могут отличаться от реальной ситуации.

### Разлучение с детьми
Во время вспышки в городе была внедрена система изоляции детей, в том числе младенцев, от взрослых. Впервые о проблеме сообщили отчаявшиеся родители в городском районе Цзиньшань. 1 апреля в китайских соцсетях распространились фото и видео из Шанхайского клинического центра общественного здравоохранения в Цзиньшане, где были организованы детские карантинные палаты. На кадрах было запечатлено, как несколько детей вместе лежат на одной больничной койке, некоторые из них непрерывно плачут. Утверждалось, что всего десять медсестер присматривают за 200 малолетними пациентами. Представители центра ответили, что видео из отделения были запечатлены до начала процесса «корректировки и улучшения» условий содержания пациентов в связи с увеличением числа больных. Разлучение было официально охарактеризовано 2 апреля как политика «быстрой помощи» несовершеннолетним, в которой участвуют «временные опекуны». 4 апреля Комитет по здравоохранению сообщил, что в Шанхае действует система, позволяющая некоторым детям находиться в сопровождении родителей, также инфицированных COVID-19, после чего началась тенденция стремления родителей заразиться, чтобы остаться со своими детьми.
Комментатор Radio France Internationale назвал эту систему «гуманитарным кризисом». 31 марта консульство Франции в Шанхае направило правительству Шанхая протест от имени 24 государств Европейского союза.

## В культуре
После вспышки шанхайский артист Ван Юаньчао написал песню «Steamed Eggs with Clams» (кит. 蛤蜊炖蛋), в которой описывается, как люди в Шанхае работают вместе, чтобы предотвратить распространение COVID-19. После публикации песня привлекла большое внимание в Интернете. 27 марта песня «First Snap Up Groceries, Then Do Nucleic Acid» (кит. 先抢菜，再做核酸) была опубликована в публичном аккаунте WeChat. За первые десять минут после публикации она набрала более 100 тысяч прослушиваний. После этого трое авторов переименовали песню в «Buy Groceries» и загрузили её в NetEase Cloud Music, где она набрала более 200 тысяч прослушиваний. В некоторых фрагментах песни был использован шанхайский диалект.
Гала-концерт, посвященный реагированию на COVID-19, был запланирован на 12 апреля, но был отменён из-за протестов общества.
В монтаже от 22 апреля под названием «The Sounds of April» (кит. 四月之声) были представлены кадры правительственных дикторов, убийств домашних животных, разлучения детей и медицинские задержки. Автор также включил в монтаж некоторые положительные события локдауна, такие как люди, делящиеся едой в изолированном районе. Многие посты, в том числе оригинальный, содержащие этот монтаж, были быстро удалены. Пользователи сети пытались бороться с его удалением в WeChat с помощью различных правок. Некоторые даже пытались изменить своё имя пользователя на таких платформах, как Weibo, в знак протеста. Оригинальное видео было воспроизведено более 5 миллионов раз, прежде чем оно было удалено.

### Онлайн протесты
Некоторый контент, касающийся темы вспышки, планомерно удалялся властями. Так, были удалены:
- Рэп-песня под названием «New Slave» была загружена на YouTube и получила некоторое распространение в WeChat[69].
- Отрывок из эпизода «Вы слышите, как люди поют?» из киноверсии мюзикла «Отверженные» 2012 года распространился в китайских социальных сетях в знак протеста против блокировки[70].
- 28 апреля некоторые жители Шанхая самостоятельно организовали домашнюю акцию протеста в WeChat. Ночью они выходили на свои балконы и стучали кастрюлями, требуя еды. Власти быстро удалили организационные посты и заявила о причастности авторов и участников акций к «иностранному влиянию»[71].